# Lajtabánság

Flagge von Lajtabánság

Wappen von Lajtabánság

Provisorische Briefmarke zu 20 Filler vom 12. Oktober 1921

Lajtabánság (deutsch Leithabanat oder Leitha-Banschaft) war ein von ungarischen Freischärlerverbänden als unabhängig proklamiertes, diktatorisch regiertes Gebiet im heutigen Burgenland. Es bestand vom Verlassen des Ungarischen Heeres am 4. Oktober 1921 bis zur Besetzung durch das österreichische Bundesheer, die am 13. November 1921 begann und bis Ende November abgeschlossen war. Offiziell wurde das Gebiet am 5. Dezember 1921 von Ungarn an Österreich übergeben.

## Geschichte
Das Burgenland gehörte bis zum Vertrag von Trianon zum Königreich Ungarn (siehe Geschichte des Burgenlandes). Als Ende August 1921 das Burgenland entsprechend den Friedensverträgen von Trianon und Saint Germain an Österreich übergeben werden sollte, wurde dies durch militärischen Widerstand ungarischer Freischärler, die aus Zentralungarn eingedrungen waren, verhindert, indem sie die österreichische Gendarmerie zurückschlugen. Zwar mussten die regulären Truppen Ungarns auf Anordnung der Botschafterkonferenz der Siegermächte des Ersten Weltkriegs das Burgenland räumen, doch hatte die Regierung keinen Einfluss auf die Freischärler, deren Befehlshaber Pál Prónay am 4. Oktober 1921 in Felsőőr/Oberwart die „Republik Lajtabánság“ ausrief. Ziel Prónays, der auch eigene Briefmarken herausgab, war der erneute Anschluss an Ungarn nach Durchführung einer Volksabstimmung.
Für Westungarn wurden 1921 insgesamt 79 Freimarken und sechs Portomarken verausgabt. Es wurde kein Wasserzeichen verwendet. Der zuständige Diözesanbischof richtete ein Generalvikariat für das Gebiet ein, für das er den Dechanten von St. Michael im Burgenland einsetzte.
Die „Republik Lajtabánság“ war nicht von Dauer. Einerseits nahm der Zwist zu zwischen den „freien Königswählern“, denen auch Prónay angehörte, und den „Karlisten“, die die Restaurationsversuche des ehemaligen österreichischen Kaisers und ungarischen Königs Karl I. unterstützten, und andererseits übte die ungarischen Regierung Druck aus, das Burgenland zu räumen, um selbst außenpolitische Sanktionen der Siegermächte zu vermeiden. Der „Operettenstaat“ endete mit dem Abzug der Freischärler mit 10. November 1921 und dem endgültigen Einrücken der österreichischen Gendarmerie.
Außer wenigen Briefmarken und zwei Ausgaben eines Amtsblattes gibt es keine Hinterlassenschaften des Leithabanats. Unterlagen wurden teils im Ungarischen Staatsarchiv verwahrt, teils im Archiv des Leithabanats, die 1945 vernichtet wurden. Pál Prónay fand circa 15 Briefe der Korrespondenz zwischen Gyula Gömbös und dem Führungsrat der Etelközi Szövetség. Einzelne Briefe befinden sich im Staatsarchiv, der Wortlaut ist zum Teil nur deshalb erhalten, weil Prónay für seine Memoiren Abschriften anfertigte (siehe zur Überlieferung den Hauptartikel).

## Nachwirkung

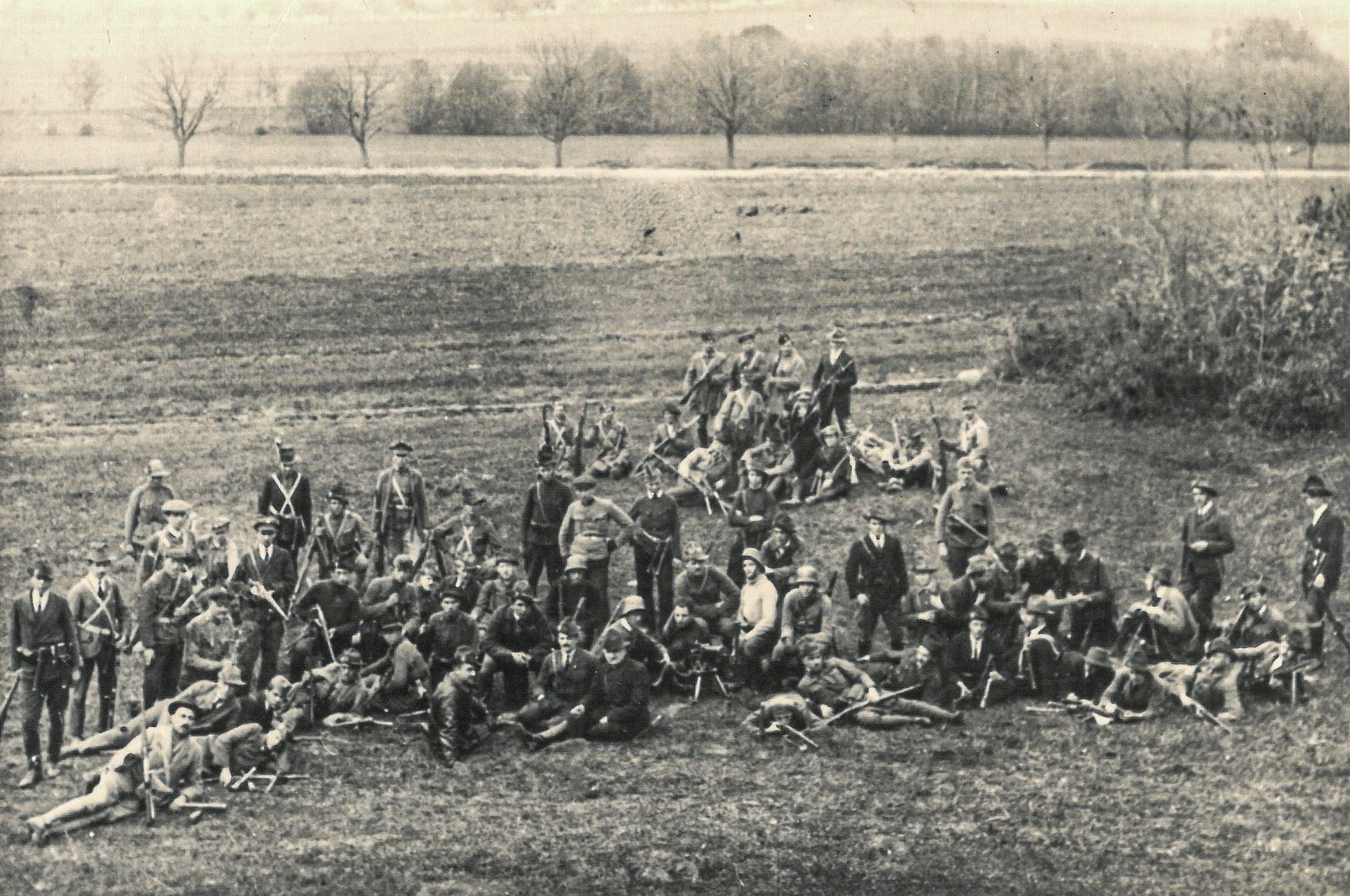
Freischärler im Raum Oberwart (1921)

Im Trianon-Museum in Várpalota ist Lajtabánság und seinem Diktator Pál Prónay ein eigener Raum gewidmet.
Am 3. Oktober 2010 hielten Anhänger der Jobbik eine von der zuständigen österreichischen Behörde genehmigte Gedenkfeier für Lajtabánság in Oberwart ab, was zu einer Anfrage des grünen Abgeordneten Karl Öllinger im österreichischen Nationalrat führte.